# 若热·亚马多
若热·亚马多（葡萄牙語：Jorge Amado，1912年8月10日—2001年8月6日），巴西现代主义小说家。他是巴西最有影响的作家，其作品被翻译成49种文字在55个国家出版，许多曾被拍成电影。他主要关注的是城市中黑人及混血族群的生活。其主要作品有《可可》、《味似丁香、色如肉桂的加布里埃拉》、《弗洛尔和她的两个丈夫》、《大埋伏》等。

## 生平

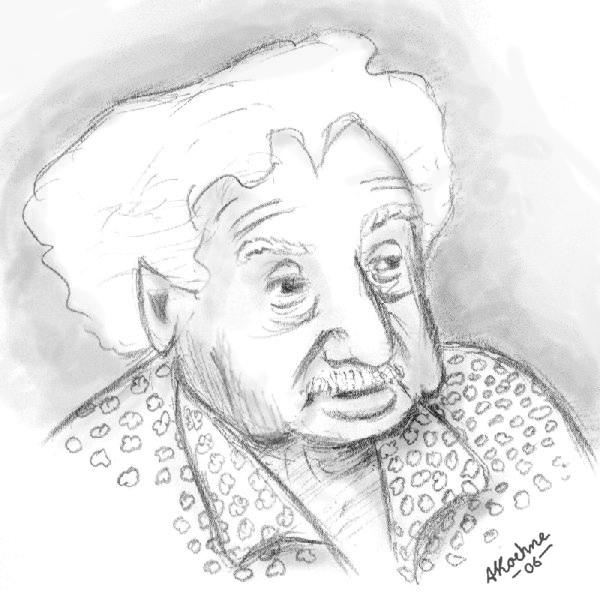
亞馬多漫畫像

亚马多出生于巴西东北部巴伊亚州的伊利乌斯市，其父是当地有名的可可庄园主。他童年时代在可可庄园的经历，成为其文学创作中取之不尽的灵感源泉。毕业于里约热内卢联邦大学。1931年发表处女作《狂欢节之国》，1932年加入巴西共产党，1933年发表以可可种植园农民的苦难生活为题材的小说《可可》一举成名。1946年當選眾議員。
1948年初，巴西共产党再度被迫转入地下，若热·亚马多同年被国会开除，被迫流亡欧洲。1950年在华沙召开的第二届世界和平大会上，他当选为世界和平理事会理事。翌年，他获斯大林和平奖。
1952年结束流亡生活回国，继续从事小说创作，1954年出版了由《苦难的岁月》、《黎明前的黑夜》和《地下的曙光》组成的《自由在地下》三部曲，描写圣保罗城市无产阶级在巴西共产党领导下所进行的斗争。
1955年，若热·亚马多退出巴西共产党，專事寫作，作品中的共產主義宣傳逐漸消失。1961年当选为巴西文学院院士。1984年獲首屆诺尼诺国际文学奖。1994年獲葡語世界最高文學獎卡蒙斯文學獎。2001年8月6日晚若热·亚马多因心肌梗塞在巴伊亚州的一家医院逝世，终年88岁。
亚马多是巴西当代最负盛名的一位小说家，作品总印数高达500余万册，有“百万书翁”之称。

## 主要作品
- 《可可》（Cacau, 1933）
- 《拳王的覺醒》（Jubiabá, 1935）
- 《沙灘船長》（Capitães da Areia, 1937）
- 《无边的土地》（Terras do Sem-Fim, 1943）
- 《黄金果的土地》（São Jorge dos Ilhéus, 1944）
- 《飢餓的道路》（Seara Vermelha, 1946）
- 《味似丁香、色如肉桂的加布里埃拉》（Gabriela, cravo e canela, 1958）
- 《金卡斯的兩次死亡》（A Morte e a Morte de Quincas Berro d'Água, 1959）
- 《弗洛尔和她的两个丈夫》（Dona Flor e Seus Dois Maridos, 1966）
- 《奇迹之篷》（Tenda dos milagres, 1969）
- 《厌倦了妓女生活的特雷莎·巴蒂斯塔》（Teresa Batista Cansada de Guerra, 1972）
- 《浪女回归》（Tieta do Agreste, 1977）
- 《大埋伏》（Tocaia Grande: a Face Obscura, 1984）